# 유리 틸레만스
유리 틸레만스(Youri Tielemans, 1997년 5월 7일 ~ )는 벨기에의 축구 선수이다. 현재 프리미어리그의 애스턴 빌라와 벨기에 축구 국가대표팀에서 미드필더로 뛰고 있다.

## 수상

### RSC 안데를레흐트
- RSC 안데를레흐트 (2013~2017)
- 벨기에 퍼스트 디비전 A: 2013-14, 2016-17
- 벨기에 슈퍼컵: 2013, 2014

### 레스터시티
- FA컵

● 우승 (1회) : 2020-21
- FA 채리티 실드/FA 커뮤니티 실드

● 우승 (1회) : 2021

### 벨기에 축구 국가대표팀
- FIFA 월드컵 3위: 2018

## 개인 수상
- 벨기에 올해의 축구선수: 2016-17
- 벨기에 올해의 재능: 2014
- nxgn: 2016 1위
- 에보니 슈: 2017
- UEFA 유로파 리그 시즌의 스쿼드: 2016-17
- 레스터 시티 FC 올해의 선수: 2020-21